# Brunettia angulosa
Brunettia angulosa är en tvåvingeart som beskrevs av Duckhouse 1991. Brunettia angulosa ingår i släktet Brunettia och familjen fjärilsmyggor. Inga underarter finns listade i Catalogue of Life.